# Faggot (slang)

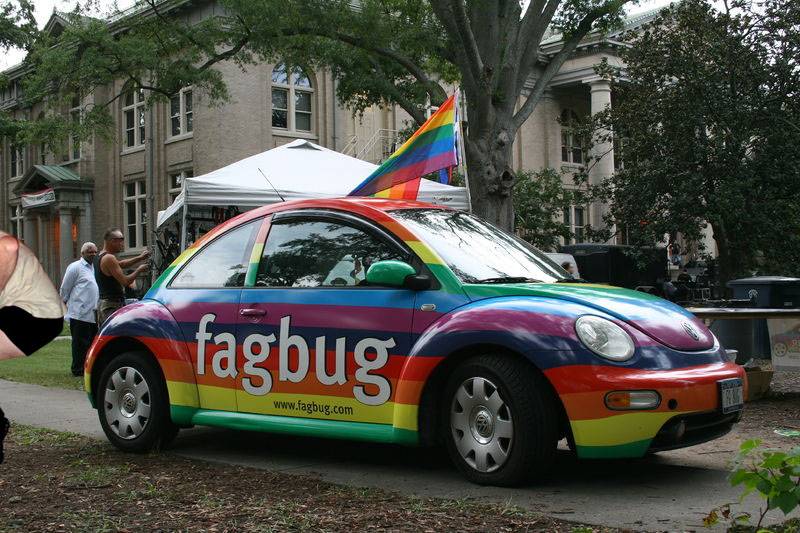
La Volkswagen New Beetle, soprannominata Fagbug, ha intrapreso un lungo viaggio negli Stati Uniti per sensibilizzare sui diritti LGBT.

Faggot (traducibile con finocchio, frocio o checca), spesso abbreviato in fag, è un termine spregiativo inglese usato principalmente negli Stati Uniti per riferirsi a un maschio omosessuale. La parola viene usata meno frequentemente in riferimento a un "uomo repellente" o per indicare donne lesbiche. Il suo uso si è diffuso, a partire dagli Stati Uniti nel mondo anglofono attraverso la cultura di massa.

## Etimologia
La parola faggot veniva usata in lingua inglese verso la fine del sedicesimo secolo come termine offensivo per indicare le donne, soprattutto quelle anziane, e il riferimento all'omosessualità sembra derivare da questo dal momento che vengono usati termini femminili per riferirsi agli uomini omosessuali o effeminati (ad esempio nancy, sissy e queen). L'applicazione del termine alle donne anziane è forse un accorciamento del termine faggot-gatherer ("raccoglitrice di legnetti"), applicato nel diciannovesimo secolo alle persone, come le vedove anziane, che conducevano una vita misera raccogliendo e vendendo legna da ardere. Può anche provenire da "qualcosa di imbarazzante da trasportare" (si noti l'uso del termine baggage, ovvero "bagaglio", come termine peggiorativo per indicare gli anziani). C'è un riferimento alla parola faggot che veniva usato nella Gran Bretagna del diciassettesimo secolo per riferirsi a un "uomo assunto nel servizio militare semplicemente per riempire i ranghi al raduno", ma non vi è alcuna connessione nota con il moderno uso peggiorativo della parola. Si è ipotizzato che la parola faggot sia connessa alla pratica britannica del fagging, che vedeva dei ragazzi fungere da servitori per ragazzi più grandi nelle scuole private britanniche. Tuttavia, la parola faggot non veniva mai usata in questo contesto ma soltanto fag. Secondo altri, la parola yiddish faygele, letteralmente "uccellino", sarebbe correlata all'uso americano della parola faggot. La somiglianza tra le due parole potrebbe aver quindi funto da rinforzo.

Nonostante ciò, il termine gergale faggot inteso come vero e proprio sinonimo di "omosessuale" fu registrato per la prima volta nel 1914 nel A Vocabulary of Criminal Slang, with Some Examples of Common Usages di Jackson e Hellyer. Fra gli esempi elencati sotto il termine drag veniva infatti riportato questo esempio:
 La forma abbreviata fag sarebbe apparsa pochi anni più tardi, nel 1921 e nel 1923 in The Hobo: The Sociology of the Homeless Man di Nels Anderson: 
 L'origine di questi termini non è chiara, ma si basa in entrambi i casi sulla parola "fascio di legnetti", che proverrebbe, attraverso il francese antico, l'italiano e il latino volgare, dal latino dal fascis.
Secondo una leggenda metropolitana che fu definita oft-reprinted assertion ("affermazione spesso ristampata") da Douglas Harper, il significato moderno del gergo si sarebbe sviluppato dal significato principale di faggot inteso come il fascio di legna da ardere usato per condannare qualcuno sul rogo. Questo è però infondato; l'emergere del termine gergale nell'inglese americano del ventesimo secolo non è correlato alle pene capitali della morte per omosessualità.